# Лисянський Павло Леонідович
Лисянський Павло Леонідович (11 вересня 1987, Антрацит, Луганська область) — правозахисник, профспілковий і громадський діяч України, адвокат, засновник правозахисної організації Східна Правозахисна Група (2014 рік), з 2018 по 2019 рр. член комісії з помилування при президенті України[джерело?], лауреат Німецько-Французької премії за захист прав людини і верховенства права.
Представник Уповноваженого Верховної Ради України з прав людини в Луганській і Донецькій областях з 2018 року. В 2020 році втрапив у скандал після побиття охоронця ресторану. Після чого був звільнений з посади Представника Уповноваженого. 

## Біографія
Народився 11 вересня 1987 р.н. в м. Антрацит Луганській області в сім'ї гірничого інженера Лисянського Леоніда Петровича і Лисянської Олександри Вікторівни. Батько Павла, Леонід Петрович Лисянський 25.08.1952 р.н., був гірничим інженером і пропрацював на керівних посадах, на шахтах Луганської області 35 років. Леонід Петрович Лисянський помер у 2008 році від інсульту. Мама, Павла, Лисянська Олександра Вікторівна 31.01.1959 р.н. — за радянських часів працівник Антрацитівського відділу робітничого постачання, а після 1993 року, приватний підприємець.
З семи років, займався вільною боротьбою і активно брав участь в спортивних змаганнях міста, області, країни, також виступав на міжнародних змаганнях. У школі віддавав переваги гуманітарних наук, а з 9-го класу відвідував курси журналістів в місцевій друкарні.
У 15 років, під час літніх канікул вперше влаштувався працювати до батька на шахту ім. Космонавтів (м Ровеньки, Луганської області), на посаді учня гірника поверхневого. Після роботи на літніх канікулах, вирішив, що як і батько повинен присвятити своє життя вугільної галузі.

### Навчання в університеті
У 2005 році вступив в Донбаський Державний Технічний Університет на факультет Гірського справи, а в 2008 році додатково надійшов на факультет післядипломної освіти за спеціальністю економіка підприємства. У 2011 році отримав вищу технічну освіту за фахом Розробка родовищ корисних копалин і вищу економічну за фахом економіка підприємства.
Студентське самоврядування
Протягом усього навчання в університеті, Лисянський Павло активно займався громадською діяльністю. У 2006 році обраний головою студентської ради гуртожитку, в 2007 році обраний головою студентської ради гірничого факультету, в 2008 році обраний головою студентської ради Донбаського Державного Технічного Університету.

### Юридична освіта
У 2012 році, вступив на другий курс заочного відділення Харківського Університету ім. Ярослава Мудрого, який закінчив у 2016 році здобувши вищу юридичну освіту.

### Робота на виробництві
Протягом усього навчання в університеті щоліта працював на вугільних підприємствах отримуючи виробничий досвід. Відразу після закінчення університету 07.2011 року був прийнятий начальником зміни по виробництву в шахтоуправління «Ровеньківське» ДП "Ровенькиантрацит.
У 2012 році вступив до аспірантури Донбаського Державного Технічного Університету на кафедру розробка родовищ корисних копалин, паралельно влаштувався на роботу в ДП «Луганськвугілля» шахта «Никанор-Нова» заступником головного інженера.
У травні 2014 року був призначений заступником директора шахти «Фащевська» ДП «Луганськвугілля», шахта була розташована в 15 км від м Дебальцеве одного з головних епіцентрів бойових дій в Донбасі. Після тривалих бойових дій 2014 року, шахта Фащевська була зупинена.
У грудні 2014 року був призначений заступником директора з охорони праці в ДП «Лисичанськвугілля» шахта ім. Д. Ф. Мельникова.
Перший напад 4.10.2010 року під час виборчої кампанії на виборах в депутати міської ради м. Алчевськ на Павла Лисянського було скоєно напад, він отримав два вогнепальних поранення в живіт з дрібнокаліберної зброї, був доставлений в Алчевську міську лікарню, де йому була зроблена операція.
Другий напад 1.09.2013 року в м Антрацит, біля під'їзду на Павла Лисянського було скоєно напад в результаті, якого він отримав три ножових поранення, в міській лікарні йому була зроблена операція. Всі напади на себе Павло Лисянський пов'язує зі своєю громадською діяльністю.
09.12.2020 Скоїв напад на охоронця ресторану за прохання покинути залу після закінчення роботи закладу. За хуліганські дії представника омбудсмена з дотримання прав жителів Донецької та Луганської областей Павла Лисянського звільнили з посади після бійки в ресторані. https://www.unian.ua/incidents/pavlo-lisyanskiy-predstavnika-denisovoji-zvilnili-z-posadi-pislya-biyki-novini-ukrajina-11252231.html [Архівовано 14 липня 2021 у Wayback Machine.] 

## Діяльність

### Участь в Євромайдані
В рядах членів Конфедерації Вільних Профспілок України брав участь в Євромайдані, за що був відрахований з аспірантури керівництвом Донбаського Державного Технічного Університету[джерело?].

### Студентське самоврядування
Протягом усього навчання в університеті, Лисянський Павло активно займався громадською діяльністю. У 2006 році обраний головою студентської ради гуртожитку, в 2007 році обраний головою студентської ради гірничого факультету, в 2008 році обраний головою студентської ради Донбаського Державного Технічного Університету.
З початком військового конфлікту на сході України в 2014 році, заснував разом з юристами-однодумцями громадську організацію «Східна правозахисна група», організація займалася всебічної захистом прав людини в східних регіонах України.
Одне з головних напрямків діяльності організації стало складання аналітичних звітів про порушення прав людини на непідконтрольною Українському уряду частині Луганської та Донецької областей.
Аналітичний звіт «Про порушення прав людини в місцях позбавлення волі» ЛНР "", створений Східної правозахисною групою — зробив справжній інформаційний бум в західній пресі. Сайт BBC опублікував статтю про рабську працю в тюрмах «ЛНР», а німецька преса назвало те, що відбувається «ҐУЛАҐами з дозволу Москви». Після опублікування звіту, і інформаційного буму в західній пресі, вдалося звільнити незаконно містився укладеного Олександра Ефрешіна.
Також за чотири роки діяльності «Східна правозахисна група» звільнила незаконно утримуваних в «ЛНР» трьох громадян України і одного громадянина Грузії.
Павло Лисянський, як директор організації організовував масові акції протесту спрямовані на захист прав людини.
Листопад 2014 року — акція виступив організатором протесту підприємців ТЦ «Барабашово» г. Харьков проти необґрунтованого підняття оренди на торгові місця, в протесті взяло участь 1500 чоловік;
Грудень 2014 року — виступив організатором протесту шахтарів у м Лисичанськ Луганської області, участь взяло 230 осіб;
Жовтень 2015 року — виступив організатором протесту працівників ТЦ «Амстор» у м Сєверодонецьк Луганської області, взяло участь 135 осіб;
Жовтень 2017 року — виступив організатором протесту жителів м Лисичанська проти порушення трудових прав в дитячому садку «Колосок», участь взяло 200 осіб;
Лютий 2018 року — виступив організатором протесту сімей взятих під посольство РФ в Україні проти незаконного утримання громадян України у в'язницях ОРДЛО, участь взяло 80 осіб;
Вересень 2017 року — виступив організатором протесту жителів прифронтового селища Луганське з приводу відключення електроенергії, участь взяло 65 осіб;
Березень 2018 року — виступив організатором маршу за права людини в прифронтовому місті Світлодарськ Донецької області. Участь взяло 280 осіб;
Березень 2018 року — виступив організатором автопробігу проти незаконних затримань в м Краматорськ Донецької області. Участь взяли 120 чоловік і 43 автомобіля.

### Робота у Верховній Раді України
У 2016 році був призначений штатним помічником народного депутата України та голови парламентського комітету з питань сім'ї, молодіжної політики, спорту і туризму Палатного Артура Леонідовича.
Робота в офісі Уповноваженого Верховної Радою України
30 березня 2018 року Уповноважений Верховної Ради України Людмила Денисова, призначила Лисянського Павла своїм представником в Луганській і Донецькій областях з постійним місцем перебування в Донбасі.

### Спорт
Майстер спорту України з боротьби Самбо, кандидат в майстри спорту з дзюдо. В студентські роки виступав за збірну университету з боксу, чемпіон та призер Луганської області з боксу.

## Нагороди
- 2017 рік — Лауреат Німецько-французької премії за захист прав людини і Верховенство права;[8]
- 2017 рік — Орден шахтарська слава III ступеня;
- 2018 рік — Орден За заслуги перед Луганщиною;
- 2019 рік — Орден шахтарська слава II ступеня;